# Staatsanwalt Posch ermittelt
Staatsanwalt Posch ermittelt war eine Pseudo-Doku-Serie, die 2007/2008 von RTL ausgestrahlt wurde.
Die Serie wurde  in Köln und Umgebung von der Film- und TV-Produktionsfirma filmpool in zwei Staffeln produziert. Die erste Staffel umfasste 132 einstündige Folgen. Die ersten 95 wurden vom 5. Februar 2007 bis 22. Juni 2007, die Folgen 96 bis 132 vom 20. August 2007 bis 12. Oktober 2007 ausgestrahlt. Vom 25. Juni 2007 bis 17. August 2007 wurden 40 Folgen der ersten Staffel als Wiederholungen gezeigt. Die zweite Staffel folgte ab 19. November 2007 mit 42 halbstündigen Folgen. Aufgrund schwacher Quoten wurde die Ausstrahlung der Serie im Nachmittagsprogramm eingestellt. Alle restlichen Folgen, die bereits produziert waren, wurden ab dem 26. Februar immer am frühen Morgen um 5:10 Uhr (jeweils dienstags bis freitags) ausgestrahlt. Am 18. April 2008 wurde die vorerst letzte neue Folge gezeigt, allerdings werden weiterhin Wiederholungen am frühen Morgen ausgestrahlt.
Wie für eine Krimi-Pseudo-Dokumentation typisch, arbeiten der Protagonist, dargestellt von Rechtsanwalt Christopher Posch (der im wahren Leben nie Staatsanwalt war), bereits aus Das Jugendgericht bekannt, die Staatsanwaltschaft und die Polizei eng zusammen. Unterstützt durch drei Ermittlerteams lernt der Zuschauer auch private und persönliche Seiten des Staatsanwalts kennen.